# Conservation préventive
La conservation préventive désigne les procédures de soin particulier que l'on accorde aux objets qui ont plus de valeur que ne leur confère l'usage courant.
« Toute action directe ou indirecte ayant pour but d’augmenter l’espérance de vie d’un
élément ou ensemble d’éléments du patrimoine. » selon la définition de Gaêl de Guichen. La conservation préventive est une démarche globale qui recouvre l’ensemble des mesures
prises afin de prolonger la vie des objets en prévenant, dans la mesure du possible, leur
dégradation naturelle ou accidentelle.
Cette notion apparaît vers 1980 en France et se fonde sur le raisonnement pragmatique et rationnel :
- Restaurer le patrimoine culturel a un prix.
- Aucune restauration ne peut rendre à un objet son intégrité première.
- La prévention peut permettre d'éviter des actions curatives sur le patrimoine.
- Il faut comprendre les processus de dégradations des objets en fonction de leur environnement

C'est à partir de cette considération que s'est développée la conservation préventive. En influant sur le climat (humidité relative et température), la lumière et l'environnement du bien culturel, de nombreuses altérations peuvent être prévenues.
La notion de conservation préventive s'entend aujourd'hui à l'ensemble des biens culturels.
Les matériaux de la conservation préventive désignent les produits sous forme de films, feuilles, plaques, rubans, fils, adhésifs ou autres, susceptibles d'être utilisés dans l'environnement des collections. Ils répondent à des critères précis d'innocuité et de longévité.
Ils sont choisis pour leurs aptitudes à protéger les biens culturels lors :
- du stockage,
- des expositions temporaires et permanentes,
- des transports de tous types allant de la simple manutention aux transports par air, mer ou terre.